# Lamin Abdou Mbye
Lamin Abdou Mbye (* 3. März 1934 in Bathurst; † 30. Juli 2004 in Salisbury, Maryland) war ein gambischer Diplomat, Historiker und Hochschullehrer.

## Leben
Mbye arbeitete nach seinem Schulabschluss in den späten fünfziger Jahren zunächst für die Regierung, bis ihm ein Stipendium ein Studium an der University of Wales in Swansea ermöglichte. 1969 erwarb er University of Birmingham einen Doktorgrad in Geschichte.
Von 1969 bis 1974 war er in Gambia Leiter der Abteilung Information und Rundfunk. 1976 wurde er zur Organisation für Islamische Zusammenarbeit nach Dschidda, Saudi-Arabien entsandt. Er war ferner u. a. Unterstaatssekretär im Ministerium für Kommunalverwaltung und Ländereien und Staatssekretär im Arbeitsministerium sowie seit 1981 im Bildungsministerium. 1982 wurde er zum Botschafter Gambias in den Vereinigten Staaten ernannt. Er war zugleich ständiger Vertreter Gambias bei den Vereinten Nationen. 1986 gab er dem Botschaftsposten auf und trat eine Stelle an der University of Maryland at Eastern Shore an. Dort wurde er Professor für Geschichte und Sozialwissenschaft mit Schwerpunkt auf afrikanischer Geschichte.
Mbye war verheiratet und hatte vier Kinder. Er starb im Juli 2004 in Salisbury, Maryland, im Alter von 70 Jahren.